# Maggie Roswell
Maggie Roswell, född 14 november 1952 i Los Angeles, Kalifornien, USA är en amerikansk skådespelare som är mest känd från TV-serien The Simpsons. Där har hon bland annat gjort röster till Maude Flanders, Helen Lovejoy, Elizabeth Hoover.
Hon har gjort mindre roller i tv-serier som M*A*S*H, Lagens änglar och Murphy Brown och i filmer som Pretty in Pink och Silver City.

## Filmografi
- 1983 – Fire and Ice
- 1987-1996 : Teenage Mutant Ninja Turtles - Övriga röster[3]

### Fotnoter
1. ↑  Internet Movie Database, IMDb-ID: nm0744648co0047972, läst: 10 januari 2016.[källa från Wikidata]
2. ↑  Deutsche Synchronkartei, Deutsche Synchronkartei skådespelar-ID: 7914, läst: 4 april 2022.[källa från Wikidata]
3. ↑  ”Technodrome”. http://www.thetechnodrome.com/voices.shtml. Läst 25 februari 2012.